# Barn
El barn és una unitat per a mesurar superfícies que equival a 10-24 centímetres quadrats que pel seu ordre de magnitud és d'ús molt habitual a la ciència i tecnologia nuclear. Es fa servir tradicionalment, per exemple, per a mesurar la secció eficaç microscòpica a una reacció nuclear.
Aquesta unitat té un estatus especial dins del Sistema Internacional, al qual està inclosa dins de la taula X, corresponent a les unitats "a incloure temporalment al SI". Té símbol b.
La seva etimologia també és poc comú. El barn es va començar a usar a la investigació nuclear durant la Segona Guerra Mundial, en un principi tenia un significat més o menys secret per part dels científics estatunidencs per a no donar a conèixer l'objecte de les seves accions. Segons una llegenda, aquest mot, aparegut com a clau més que res oficial, tindria origen en un acudit, que compararia la gran secció eficaç de l'urani-238 amb la d'una granja (en anglès, barn) dins del bosc de ressonància. En qualsevol cas, el mot va passar a ús públic després de la guerra i es manté fins avui.

## Canvi d'unitats
- 1 barn (b)= 10-24 centímetres quadrats (cm²)
- 1 b = 10-28 m²
- 1 m² = 1028 b
- 1 cm² = 1024 b

Alguns submúltiples:
- 1 milibarn = 1mb = 10-31 m² = 10-27 cm²
- 1 microbarn = 1μb = 10-34 m² = 10-30 cm²
- 1 nanobarn = 1nb = 10-37 m² = 10-33 cm²
- 1 picobarn = 1pb = 10-40 m² = 10-36 cm²
- 1 femtobarn = 1fb = 10-43 m² = 10-39 cm²

## Unitats derivades
La secció eficaç microscòpica diferencial per unitat d'angle sòlid es mesura en barns/estereoradians i la secció eficaç microscòpica diferencial per unitat d'energia, usada a les interaccions on l'energia es pot considerar una variable contínua (difusions elàstiques, etc.) se sol mesurar en barns/megaelectrovolts (b/MeV).